# کریستیانو بیراگی
کریستیانو بیراگی (ایتالیایی: Cristiano Biraghi؛ زاده ۱ سپتامبر ۱۹۹۲) بازیکن فوتبال اهل ایتالیا است که برای باشگاه فیورنتینا بازی می‌کند.